# Big Willie Style
Big Willie Style è l'album di debutto da solista del rapper e attore statunitense Will Smith. E' stato pubblicato il 25 novembre 1997 dalla Columbia Records. 
L'album è stato prodotto principalmente da Poke & Tone, con altri contributori, fra cui L.E.S e DJ Jazzy Jeff, uno dei frequenti collaboratiori di Smith. E' il primo album ad essere rilasciato da Smith dopo Code Red, risalente al 1993, ed ultimo album del duo DJ Jazzy Jeff & the Fresh Prince. Sono stati rilasciati cinque singoli, compreso "Gettin' Jiggy wit It", posizionata prima sulla US Billboard Hot 100.
Dopo aver rilasciato cinque album con DJ Jazzy Jeff, Smith ha spostato l'attenzione sulla recitazione, comparendo in film come Bad Boys e Indipendence Day, prima di ritornare nello studio di registrazione nel 1996. L'anno successivo ha avuto un ruolo in Men in Black, per il quale ha registrato l'omonima canzone che raggiunse le prime posizioni nelle classifiche singoli in diverse nazioni. Big Willie Style è stato rilasciato più tardi durante lo stesso anno, raggiungendo la top ten della US Billboard 200, la UK Albums Chart e diverse altre classsifiche internazionali. 

## Tracce
1. Intro – 1:51
2. Y'All Know – 3:57 (Andreao Heard, Will Smith)
3. Gettin' Jiggy wit It – 3:47 (Will Smith, Samuel J. Barnes, Bernard Edwards, Nile Rodgers, J. Robinson)
4. Candy (feat. Larry Blackmon e Cameo) – 3:56 (Will Smith, Ryan Toby, L. Blackmon, T. Jenkins)
5. Chasing Forever – 4:16 (Will Smith, Nasir Jones, Kenny Greene, Stevie Wonder)
6. Keith B-Real I (Interlude) – 1:07
7. Don't Say Nothin' – 4:22 (Will Smith, Ryan Toby, Keith Pelzer)
8. Miami – 3:17 (Will Smith, Ryan Toby, Samuel J. Barnes, W. Shelby, S. Shockley, L. Sylvers III)
9. Yes Yes Y'All (feat. Camp Lo) – 4:23 (Will Smith, Nasir Jones, The Isley Brothers, C. Jasper, O. Scott, R. Wilson, J. Robinson)
10. I Loved You – 4:12 (Will Smith, Ryan Toby, Valvin Roane, Keith Pelzer, Joe Farrell)
11. Keith B-Real II (Interlude) – 0:30
12. It's All Good – 4:04 (Will Smith, Jeff Townes, Carvin Haggins, B. Edwards, N. Rodgers)
13. Just the Two of Us – 5:15 (Will Smith, Bill Withers, W. Salter, R. MacDonald)
14. Keith B-Real III (Interlude) – 1:54
15. Big Willie Style (feat. Left Eye) – 3:35 (Will Smith, Timothy Riley, M. White, W. L. Vaughn, W. Vaughn)
16. Men In Black (feat. Coko) – 3:47 (Will Smith, Patrice Rushen, Terry McFadden, Fred Washington)
17. Just Cruisin' (UK bonus track) – 3:59 (Nas, Will Smith, Kenny Stover)